# 思潮社
思潮社（しちょうしゃ）は、日本の出版社。詩作品や現代詩、詩評論を専門に扱う。代表的な刊行物に、月刊詩誌である『現代詩手帖』や、新書版での現代詩文庫シリーズがある。

## 概要
自らも詩人である小田久郎が、思潮社の前身である世代社を創業、同社から雑誌『世代』を発行していた。のちに世代社が思潮社となり、『世代』は『現代詩手帖』に引き継がれた。
1960年に、『現代詩手帖』の一般投稿作品のうち最も優秀な作品に与える賞として、現代詩手帖賞を創設。金井美恵子や伊藤比呂美、近年では最果タヒなど多数の新人がこの賞から輩出された。
また現代詩手帖は、詩の役割や未来について様々な問題提起を行うことで、戦後詩壇に影響を与えている詩誌の一つである。一例に、湾岸戦争についての反戦運動と詩の役割について、藤井貞和や瀬尾育生らによる激しい論争が行われたことが挙げられる。

## 略歴
- 1956年 - 小田久郎によって創立。
- 1959年6月 - 『現代詩手帖』創刊。
- 1960年 - 現代詩手帖賞が創設される。
- 1968年 - 『現代詩文庫』刊行開始。
- 1983年 - 女性向けの詩誌『現代詩ラ・メール』創刊。
- 1988年 - 『現代詩ラ・メール』が書肆水族館からの発行となったが、以後も発売元は思潮社であった。
- 1993年 - 『現代詩ラ・メール』終刊。
- 2006年 - 思潮社50周年記念祭を開催。
- 2009年 - 現代詩手帖創刊50周年記念祭を開催した。

## 関連文献
- 小田久郎『戦後詩壇私史』 新潮社、1995年 - 第22回大佛次郎賞受賞
- 『ユリイカ 詩と批評　特集：小田久郎と現代詩の時代』2023年8月号、青土社 - 追悼出版